# Trois-mâts

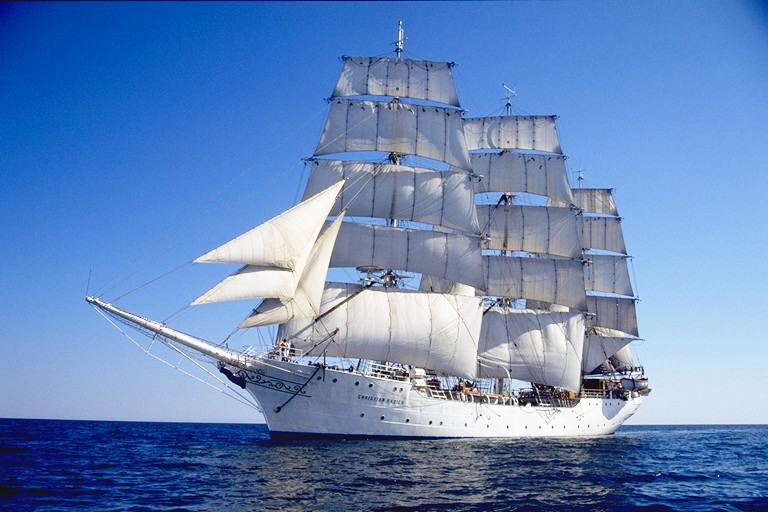
Le trois-mâts carré Christian Radich.

Un trois-mâts est un terme générique pour désigner un navire à voile comportant trois mâts verticaux : mâts de misaine (avant), grand-mât et mât d'artimon (arrière).  
Apparu à la fin du Moyen Âge sur les caraques, caravelles puis les galéasses et galions, il s'agit d'un gréement courant pour les navires avant l'arrivée de la propulsion à la vapeur.

## Principales caractéristiques du gréement trois-mâts
Le mât de beaupré n'étant pas comptabilisé, les trois mâts sont de la proue à la poupe du navire :
- le mât de misaine ;
- le grand mât ;
- le mât d'artimon.

Selon le type de voiles utilisées, on distingue : 
- les trois-mâts carrés, gréés entièrement en voiles carrées ;
- les trois-mâts barques, dont le mât d'artimon est gréé avec une voile aurique
- les trois-mâts goélette, dont le grand mât et le mât d'artimon sont gréés en voiles auriques ;
- les goélettes à trois mâts, dont tous les mâts sont gréés en voiles auriques.

## Le développement des trois-mâts
Le développement des trois-mats se fait tout au long du XIXe siècle jusqu'à ce qu'ils soient supplantés par les navires à propulsion mécanique. Les clippers  précèdent les cap-horniers. Ce sont initialement des navires en bois de 40 à 50 m de long, à la coque fixe et basse, gréés de 3 mâts. Ils transportent passagers et marchandises légères à une vitesse de 15 à 18 nœuds. Entre 1845 et 1883, les chantiers américains sortent ainsi de nombreux clippers pour assurer le trafic de New York vers l'Europe (le Great Republic, New World), vers San Francisco (le Benjamin Packard), vers la Chine (Rainbow, Sea Witch) ou l'Australie (Young America). La coque des clippers anglais est néanmoins revêtue de cuivre, puis est doublée intérieurement de fer, à la différence des clippers américains entièrement en bois. Cependant, la construction en fer devient prépondérante durant les années 1870 à mesure que progressent les techniques des matériaux et leur mise en œuvre. Les navires sont allégés, l’épaisseur des tôles de bordé diminuant sans compromettre la solidité des coques qui deviennent quatre fois plus résistantes et huit fois plus denses. Un nouvel allègement se produit avec le remplacement du fer par l’acier doux. La coque est ainsi 35 à 40 % plus légère par rapport au bois. En France, les grands voiliers, en grande majorité des trois-mâts, se développent dans ces années là notamment grâce à la politique des voiliers à prime.
L'âge d'or passé, malgré l'apparition puis la généralisation des navires à vapeur, un certain nombre de trois-mâts sont conservés comme navires-écoles dans de nombreuses marines militaires et marchande. De nos jours, un certain nombre de trois-mâts ont été préservés ou sauvés. Ils en subsiste en activité qui se livrent à des opérations de représentation, font du cabotage avec des stagiaires désireux de s'initier à la navigation, etc. Ceux-là participent également souvent à des rassemblements internationaux où se retrouvent les plus grands et les plus vieux voiliers en état de naviguer (voir ci-dessous), pour le plaisir d'un nouveau public qui n'a cessé de croître depuis les années 1980. D'autres sont conservés comme bateaux musées et participent à perpétuer la mémoire des grands ports. L'enthousiasme suscité par ces grands voiliers et le dépaysement qu'ils offrent en mer, génèrent des initiatives diverses, à vertus pédagogiques (ci-après le projet Euroclippers) ou touristiques et commerciales, au point que de nouvelles constructions ont été entreprises au travers le monde (mais pas encore en France).
Le premier trois-mâts français à coque en fer a été construit en 1869 à la Seyne-sur-Mer aux Forges et Chantiers de la Méditerranée. Long de 48 mètres et large de 9 le Tamaris fit naufrage le 9 mars 1887 aux îles Crozet.

## Types de trois-mâts entre le 17eet le début du 20esiècle
| Type de Gréement   | Trois-mâts carré                                 | Trois-mâts barque                         | Trois-mâts goélette à huniers | Trois-mâts goélette                                  | Goélette à huniers à trois mâts                   | Goélette à trois mâts |
| ------------------ | ------------------------------------------------ | ----------------------------------------- | --- | ---------------------------------------------------- | ------------------------------------------------- | --------------------- |
| Termes anglais     | Fully rigged ship                                | Barque / bark                             | Jackass bark / Jackass barque | Barquentine / Schooner barque                        | Three-masted topsail schooner                     | Three-masted schooner |
| Caractéristiques   | - 3 phares carrés - brigantine sur mât d'artimon | - 2 phares carrés - mât d'artimon aurique | Mélange composite : - Un phare carré (grand-mât ou mât de misaine), - Autres phares auriques avec Huniers possibles - mât d'artimon aurique | - 1 phare carré (mât de misaine) - 2 phares auriques | - 3 phares auriques - 1 ou 2 mâts ont des huniers | - 3 phares auriques   |
| Schéma du gréement |                                                  |                                           | |                                                      |                                                   |                       |
| Exemples de navire |                                                  |                                           | |                                                      |                                                   |                       |

## Les trois-mâts par le monde

### Trois-mâts en France
Les seuls exemplaires de trois-mâts restant en  France illustrent tous les types de gréement : 
- le Duchesse Anne, trois-mâts carré d'origine allemande transformé en musée dans le port de Dunkerque est le plus grand voilier visible en France ; auquel s'ajoutent désormais deux répliques également gréées en trois-mâts carré : l’Étoile du Roy, réplique d'une ancienne frégate britannique, français depuis 2010 et l’Hermione, réplique d'une ancienne frégate française, lancée en 2014.
- le Belem, trois-mâts barque d'origine française compte parmi les plus anciens trois-mâts au monde encore en service ;
- la Boudeuse, trois-mâts goélette construit en 1916 aux Pays-bas, basé au Havre. Ancien navire école suédois, il passe pavillon français en 2003. Il est le plus ancien trois-mâts français avec le Belem.Entièrement reconditionné pour l'aventure, il réalise de nombreuses expéditions et un vaste tour du monde de 3 années en 2007 pour la mission "Terre-Océan" dans le cadre du Grenelle de la mer.
- le Marité, trois-mâts goélette d'origine française est le dernier terre-neuvier ;
- le Rara-Avis , goélettes à trois mâts d'origine américano-hollandaise et le Bel Espoir II, trois-mâts goélette d'origine danoise, sont armés par la même association.
- Le Français (ex-Kaskelot), trois-mâts barque d'origine danoise, français depuis 2018.

À ces bateaux traditionnels, s'ajoutent les répliques normandes de bisquines que sont La Cancalaise et La Granvillaise .

### Rassemblements contemporains de trois-mâts
Les rassemblements et courses de grands voiliers ont lieu un peu partout dans le monde. La plupart sont organisés ou agréés par Sail Training International Race Committee. On y rencontre les plus beaux trois-mâts du monde (entre autres). 
En France, les événements maritimes les plus importants sont l'Armada de Rouen, les rassemblements de Brest ou de Douarnenez, mais aussi les étapes des Tall Ships' Races à Cherbourg (en juillet 2005), Saint-Malo (Cinquantenaire en 2006) et aussi Toulon (21 au 24 juillet 2007).
En 2008, à la suite du rassemblement de Rouen (cinquième du genre, baptisé Armada 2008), qui s'est tenu du 5 au 14 juillet, certains voiliers se sont rendus à Liverpool, d'où était donné le départ de la course Tall Ship's Race 2008, le 18 juillet. Simultanément un rassemblement avait lieu à Brest (Brest  2008) du 11 au 17 juillet.

#### Ouvrages généraux de marine à voile
- Parïs Bonnefoux et De Bonnefoux, Dictionnaire de marine à voiles, Éditions du Layeur, 1999 (réédition d'un ouvrage du xixe siècle), 720 p.
- Collectif, Guides des voiliers : Reconnaître les gréements anciens, Douarnenez, Le Chasse Marée, 1988, 72 p. (ISBN 2-903708-13-4)
- Collectif, Guide des termes de marine : Petit dictionnaire thématique de marine, Le Chasse Marée - Armen, 1997, 136 p. (ISBN 2-903708-72-X)
- Collectif, Guide des gréements : Petite encyclopédie des voiliers anciens, Douarnenez, Le Chasse Marée, 2000, 127 p. (ISBN 2-903708-64-9)

#### Navires (vieux gréements)
- Jean Boudriot, Le Vaisseau de 74 canons, Éditions ANCRE, 1988 : Jean Boudriot, archéologue naval, a consacré plus de 10 ans à rechercher, rassembler, analyser et faire une synthèse des connaissances ayant survécu à cette époque, qu'il a rassemblé dans un ensemble de 4 livres Le Vaisseau de 74 canons, édité aux Éditions ANCRE. Ce traité complet est considéré par nombre de spécialistes comme « la » référence internationale concernant la conception de ces navires.
- (en) Otmar Schäuffelen (trad. de l'allemand par Casay SERVAIS), Chapman, Great sailing ships of the world, Hearst Books (New York), 2002, 420 p. (ISBN 1-58816-384-9, lire en ligne)
- JAFFRY Gwendal, MILLOT Gilles, Guide des grands voiliers : Des voiliers de travail aux navires écoles, Le Chasse Marée, 1999, 128 p. (ISBN 2-903708-86-X)
- HERON Jean Benoit, Ces Bateaux qui ont découvert le monde, Douarnenez/Grenoble, Le Chasse Marée - Glénat, 2013, 127 p. (ISBN 978-2-7234-9734-3)
- ROLLAND François Marie, STICHELBAUT Benoît, Grands voiliers, Brest, Éditions Le Télégramme, 2008, 140 p. (ISBN 978-2-84833-198-0)
- LE BRUN Dominique, STICHELBAUT Benoît, Grands voiliers, Brest, Éditions Le Télégramme, 2012, 37 p. (ISBN 978-2-84833-283-3)
- LE BRUN Dominique, Le Guide des grands voiliers, Grenoble, Le Chasse Marée - Glénat, 2010, 127 p. (ISBN 978-2-35357-059-1)
- MEYER Nathalie, 100 Bateaux cultes, Paris, Solar Editions, 2013, 125 p. (ISBN 978-2-263-06242-1)
- PUGET ollivier, DARDE Jean Noël, Partir sur les grands voiliers : Le guide pour embarquer, Paris, Guides Balland (Paris), 2000, 318 p. (ISBN 2-7158-1277-9)
- (en) Souvenir guide : Portsmouth historic dockyard, Flagship Portsmouth Trust, 2007, 48 p. (ISBN 978-0-9531084-0-4 et 0-9531084-0-6)

#### Cap Horniers
- Jean Randier « Hommes et Navires au Cap Horn »
- Brigitte Le Coat et Yvonnick Le Coat, Cap-Horniers français, t. 1 : Mémoire de marins des voiliers de l'armement bordes, Douarnenez, France Rennes, Le Chasse-Marée Ouest-France, 2002, 439 p. (ISBN 978-2-7373-3212-8 et 2-737-33212-5, OCLC 52477159)
- Claude  Briot et Jacqueline Briot, Cap-Horniers français, t. 2 : Histoire de l'armement Bordes et de ses navires, Douarnenez, France Rennes, Le Chasse-Marée Ouest-France, 2002 (ISBN 978-2-914208-28-4 et 2-914-20828-6, OCLC 52477159)
- Yves Le Scal, La grande épopée des Cap-Horniers, Saint-Malo, France, Éditions l'Ancre de marine, 1992 (1re éd. 1964), 254 p. (ISBN 978-2-905970-47-3 et 2-905-97047-2, OCLC 30701644, lire en ligne)
- Étienne Bernet, Les cap-hornières : femmes de capitaines à bord des voiliers long-courriers, La Falaise, MDV maîtres du vent/Éditions Babouji, 2008, 127 p. (ISBN 978-2-35261-063-2 et 2-352-61063-X, OCLC 276645425).
- Jacqueline et Claude Briot, Cap-Horniers du nitrate. Armement français Bordes, Books on Demand, 2012 - Marins Cap-Horniers du nitrate. Embarquer, vivre et travailler sur les grands voiliers Bordes, Books on Demand, 2014